# Салов, Василий Геннадьевич
Василий Геннадьевич Салов (12 февраля 1914, Родниковский район — 26 января 2002, Балашов, Саратовская область) — военный лётчик 1-го класса, участник Великой Отечественной и Советско-японской войн, командир 454-го бомбардировочного авиационного полка 334-й бомбардировочной Ленинградской Краснознаменной ордена Суворова авиационной дивизии во время Великой Отечественной и Советско-японской войн, полковник.

## Биография
Родился в 1914 году в деревне Скрылово (ныне - Родниковского района Ивановской области). Русский. Окончив сельскую школу, в 1931 году поступил в Тамбовскую школу пилотов и авиатехников ГВФ. Получил две специальности: авиационного техника и лётчика. Работал лётчиком-инструктором. В 1940 году был призван в армию и стал военным лётчиком. Член ВКП(б) с 1939 года. В РККА с 1931 года. Участник Великой Отечественной войны с июня 1941 года, Советско-японской войны с 9 августа 1945 года.
Пилот 66-й отдельной корпусной авиационной эскадрильи на самолёте Р-5 7 ноября 1941 года награждён орденом Красного Знамени за 66 боевых вылетов на бомбардировку войск и техники противника.
Командир звена 646-го ночного легкобомбардировочного авиационного полка награждён орденом Отечественной войны II степени за успешное выполнение специального задания командования. Командиром 454-го бомбардировочного авиационного полка назначен в апреле 1945 года.
За годы войны Василий Салов совершил 432 боевых вылета. В составе Воронежского, 1-го Украинского, 1-го Прибалтийского, 1-го Белорусского фронтов прошёл от Сталинграда до Берлина. Выполнял самые сложные задания. Под его руководством наносились бомбовые удары по Кёнигсбергу, Пиллау, Данцигу, Розенбергу.
10 апреля 1945 года  был представлен  к званию Героя Советского Союза, но был награждён орденом Красного Знамени.
После окончания войны служил на Сахалине, учился в Высшей лётно-технической школе командиров частей Дальней авиации в городе Иваново. В 1949 году был направлен в Балашов. Служил в Балашовском авиационном училище лётчиков на различных должностях. После окончания Военно-воздушной академии в 1959 году был назначен начальником командного пункта управления полётами и старшим преподавателем тактики ВВС учебно-лётного отдела училища.
Принимал активное участие в создании Школы юных космонавтов при БВВАУЛ и с 1986 по 1999 годы руководил её работой.

## Награды
- орден Красного Знамени (1941)
- орден Красного Знамени (1943)
- орден Красного Знамени (30.04.1945)
- орден Красного Знамени (13.10.1945)
- орден Красного Знамени
- Орден Отечественной войны 2 степени (1943)
- Орден Отечественной войны 2 степени (1944)
- Орден Отечественной войны 2 степени (1985)
- орден Красной Звезды (26.10.1955) [5]
- медали

## Звания
- Почётный гражданин города Балашов

## Память
- В 2002 году на фасаде дома, где проживал Салов, в память о нём была установлена мемориальная доска.
- Осенью 2003 года по просьбе сотрудников музея Е. И. Салова передала в фонды Балашовского краеведческого музея личные вещи, документы, фотографии, последнюю награду и другие материалы мужа. Это позволило достойно представить его в основной экспозиции музея в разделе «Почётные граждане Балашовского района».